# Sérempuy
Sérempuy település Franciaországban, Gers megyében. Lakosainak száma 42 fő (2022. január 1.). Sérempuy Mansempuy, Maravat, Mauvezin, Monfort és Sainte-Gemme községekkel határos.

## Népesség
A település népessége az elmúlt években az alábbi módon változott:
| Lakosok száma | 67   | 35   | 29   | 39   | 34   | 34   | 34   | 39   | 42   | 42   |
|               | 1968 | 1982 | 1990 | 2006 | 2013 | 2015 | 2017 | 2019 | 2020 | 2022 |